# 影付き文字
影付き文字（かげつきもじ）は文字の書体の一種で、袋文字（白抜き文字）に影を付加した文字である。通常の文字に薄い影を付加した文字も影付き文字と呼ぶことがある。立体的に文字が浮き出ている効果を出して文字を強調するのに用いる。ドロップシャドウとも呼ばれる。
たとえば「★」のような文字があったとき、「✰」のように文字の境界の線とその右下にある影にすることを影付き文字にすると呼ぶ。文字を強調する目的や、題字などに用いられる。通常の文字との区別に用いることもある。
多くのワードプロセッサーに書式として備えられている。
CSS3にはtext-shadowという影付き文字を指定する書式が追加された。

## 例
- 影付き文字